# Stefan Karlsson (Snowboarder)
Stefan Björn Ingvar Karlsson (* 26. März 1981 in Falun) ist ein ehemaliger schwedischer Snowboarder. Er startete vorwiegend in der Disziplin Halfpipe und nahm an zwei Olympischen Winterspielen sowie drei Snowboard-Weltmeisterschaften teil.

## Werdegang
Karlsson nahm im Januar 1998 in Innichen erstmals am Snowboard-Weltcup der FIS teil und errang dabei die Plätze 47 und 24. Bei den Juniorenweltmeisterschaften im selben Monat in Chamrousse kam er auf den 15. Platz. In folgenden Jahren wurde er bei den Juniorenweltmeisterschaften 1999 auf der Seiser Alm Vierter und bei den Juniorenweltmeisterschaften 2000 in Berchtesgaden Fünfter. Nachdem er zu Beginn der Saison 2000/01 mit Platz drei in Tignes seine erste Podestplatzierung im Weltcup errang, kam er siebenmal unter die ersten Zehn. Dabei wurde er ebenfalls in Berchtesgaden sowie in Park City jeweils Dritter und erreichte zum Saisonende mit dem 21. Platz im Gesamtweltcup sowie dem zweiten Rang im Halfpipe-Weltcup seine besten Gesamtplatzierungen. Beim Saisonhöhepunkt, den Snowboard-Weltmeisterschaften 2001 in Madonna di Campiglio, belegte er den 29. Platz. Bei seiner ersten Olympiateilnahme im Februar 2002 in Salt Lake City errang er den 24. Platz. Im Januar 2003 gewann er bei den Weltmeisterschaften am Kreischberg die Silbermedaille. Zwei Jahre später kam er bei den Weltmeisterschaften in Whistler auf den 31. Platz. In der Saison 2005/06 belegte er bei den Olympischen Winterspielen 2006 in Turin den 40. Platz und absolvierte am Kreischberg seinen 41. und damit letzten Weltcup, welchen er auf dem 45. Platz beendete.

## Teilnahmen an Weltmeisterschaften und Olympischen Winterspielen

### Olympische Winterspiele
- 2002 Salt Lake City: 24. Platz Halfpipe
- 2006 Turin: 40. Platz Halfpipe

### Snowboard-Weltmeisterschaften
- 2001 Madonna di Campiglio: 29. Platz Halfpipe
- 2003 Kreischberg: 2. Platz Halfpipe
- 2005 Whistler: 31. Platz Halfpipe

## Weltcup-Gesamtplatzierungen
| Saison    | Gesamt | Gesamt | Halfpipe | Halfpipe |
| Saison    | Punkte | Platz  | Punkte   | Platz    |
| --------- | ------ | ------ | -------- | -------- |
| 1997/98   | 72     | 119.   | 574      | 39.      |
| 1998/99   | 146    | 65.    | 1170     | 16.      |
| 1999/2000 | 101    | 76.    | 1116     | 22.      |
| 2000/01   | 407    | 21.    | 3662     | 2.       |
| 2001/02   | –      | –      | 455      | 50.      |
| 2002/03   | –      | –      | 790      | 25.      |
| 2004/05   | –      | –      | 238      | 45.      |
| 2005/06   | 472    | 144.   | 472      | 45.      |